# ダギス
ダギス（リトアニア語: Dagis）は、1909年から1910年までアメリカ合衆国のボストンやシカゴ、フィラデルフィアで発行されていたリトアニア系アメリカ人による風刺雑誌。

## 概要
発行人はB・J・シュレカイティス、ユオザス・サカヴィチュス、およびヴィンツァス・ヨクビーナス。全12号。
編集者はヴィンツァス・ヨクビーナス、J・シュレキース、ペトラス・トゥマソニス。